# Gluringen
Gluringen  est une localité et ancienne commune suisse du canton du Valais, située dans le district de Conches.
Gluringen a fusionné, le 1er octobre 2004, avec Reckingen pour former la nouvelle commune de Reckingen-Gluringen. Cette commune intègre, le 1er janvier 2017, la commune de Goms. Elle a porté le numéro OFS 6060.

## Culture et partimoine

### Héraldique
| Blason | Blasonnement : D'azur à la bande d'or sur laquelle passe un lion d'argent . |